# Isac Wasbom
Isac Wasbom, född i Vasa, död 1722, var svensk musiker och präst. Han är känd som ägare av Isac Wasboms klaverbok.

## Biografi
Wasbom föddes i Vasa. Vid inskrivningen i Uppsala universitet 1691 hade han intyg från rektorn vid Vasa gymnasium. 1695 blev han student vid Kungliga Akademien i Åbo och avlade magister 1697. 1696–1697 var han rector cantus. Han blev kaplan i Vörå 1702 men måste fly till Sverige under den stora ofreden och dog 1722 okänt var.
Under studietiden i Uppsala anlade han en klaverbok med dateringar 1693–1694. Den innehåller bland annat stycken ur Jean-Baptiste Lullys operor Acis, Amadis, Atys, Roland samt fyra av de mest frekventa melodierna ur tidens klaver- och lutböcker.  Stor överensstämmelse finns med en samtidigt anlagd klaverbok av Johannes Westmarck.